# Hutchinson County (Texas)
Hutchinson County je okres na severu státu Texas v USA. K roku 2010 zde žilo 22 150 obyvatel. Správním městem okresu je Stinnett. Celková rozloha okresu činí 2 318 km².